# Somatina extrusata
Somatina extrusata là một loài bướm đêm trong họ Geometridae.